# Skate Canada International de 2007
O Skate Canada International de 2007 foi a trigésima quarta edição do Skate Canada International, um evento anual de patinação artística no gelo organizado pelo Skate Canada, e que fez parte do Grand Prix de 2007–08. A competição foi disputada entre os dias 1 de novembro e 4 de novembro, na cidade de Quebec City, Quebec, Canadá.

## Eventos
- Individual masculino
- Individual feminino
- Duplas
- Dança no gelo

## Medalhistas
| Evento                        | Ouro                                         | Prata                                   | Bronze                                      |
| Individual masculino detalhes | Brian Joubert · França                       | Kevin van der Perren · Bélgica          | Jeffrey Buttle · Canadá                     |
| Individual feminino detalhes  | Mao Asada · Japão                            | Yukari Nakano · Japão                   | Joannie Rochette · Canadá                   |
| Duplas detalhes               | Aliona Savchenko · Robin Szolkowy · Alemanha | Jessica Dubé · Bryce Davison · Canadá   | Yuko Kawaguchi · Alexander Smirnov · Rússia |
| Dança no gelo detalhes        | Tessa Virtue · Scott Moir · Canadá           | Anna Cappellini · Luca Lanotte · Itália | Pernelle Carron · Mathieu Jost · França     |

## Resultados

### Individual masculino
| Pos.              | Nome                 | Nacionalidade    | Pontos | PC         | PL          |
| ----------------- | -------------------- | ---------------- | ------ | ---------- | ----------- |
| Medalha de ouro   | Brian Joubert        | França           | 213.62 | 78.05 (1)  | 135.57 (2)  |
| Medalha de prata  | Kevin van der Perren | Bélgica          | 202.55 | 66.11 (5)  | 136.44 (1)  |
| Medalha de bronze | Jeffrey Buttle       | Canadá           | 198.77 | 66.85 (3)  | 131.92 (3)  |
| 4                 | Christopher Mabee    | Canadá           | 192.20 | 66.50 (4)  | 125.70 (5)  |
| 5                 | Vaughn Chipeur       | Canadá           | 187.41 | 65.65 (6)  | 121.76 (6)  |
| 6                 | Yannick Ponsero      | França           | 178.18 | 67.09 (2)  | 111.09 (10) |
| 7                 | Pavel Kaška          | República Tcheca | 172.90 | 57.43 (7)  | 115.47 (8)  |
| 8                 | Jeremy Abbott        | Estados Unidos   | 171.06 | 44.75 (11) | 126.31 (4)  |
| 9                 | Scott Smith          | Estados Unidos   | 169.97 | 56.09 (8)  | 113.88 (9)  |
| 10                | Jamal Othman         | Suíça            | 166.96 | 51.11 (9)  | 115.85 (7)  |
| 11                | Wu Jialiang          | China            | 153.45 | 47.51 (10) | 105.94 (11) |
| 12                | Geoffry Varner       | Estados Unidos   | 134.54 | 42.45 (12) | 92.09 (12)  |

### Individual feminino
| Pos.              | Nome             | Nacionalidade  | Pontos | PC         | PL         |
| ----------------- | ---------------- | -------------- | ------ | ---------- | ---------- |
| Medalha de ouro   | Mao Asada        | Japão          | 177.66 | 58.08 (3)  | 119.58 (1) |
| Medalha de prata  | Yukari Nakano    | Japão          | 169.43 | 55.94 (4)  | 113.49 (2) |
| Medalha de bronze | Joannie Rochette | Canadá         | 168.18 | 55.48 (5)  | 112.70 (3) |
| 4                 | Emily Hughes     | Estados Unidos | 162.42 | 58.72 (2)  | 103.70 (4) |
| 5                 | Ashley Wagner    | Estados Unidos | 150.06 | 50.86 (8)  | 99.20 (5)  |
| 6                 | Nana Takeda      | Japão          | 148.05 | 52.02 (6)  | 96.03 (6)  |
| 7                 | Laura Lepistö    | Finlândia      | 147.69 | 59.18 (1)  | 88.51 (9)  |
| 8                 | Jelena Glebova   | Estônia        | 145.69 | 51.36 (7)  | 94.33 (7)  |
| 9                 | Lesley Hawker    | Canadá         | 136.55 | 46.96 (9)  | 89.59 (8)  |
| 10                | Cynthia Phaneuf  | Canadá         | 129.17 | 46.02 (10) | 83.15 (10) |
| 11                | Alisa Drei       | Finlândia      | 123.90 | 44.96 (11) | 78.94 (12) |
| 12                | Idora Hegel      | Croácia        | 120.32 | 40.38 (12) | 79.94 (11) |

### Duplas
| Pos.              | Nome                               | Nacionalidade  | Pontos | PC        | PL         |
| ----------------- | ---------------------------------- | -------------- | ------ | --------- | ---------- |
| Medalha de ouro   | Aliona Savchenko / Robin Szolkowy  | Alemanha       | 188.63 | 69.44 (1) | 119.19 (1) |
| Medalha de prata  | Jessica Dubé / Bryce Davison       | Canadá         | 174.20 | 63.12 (2) | 111.08 (2) |
| Medalha de bronze | Yuko Kawaguchi / Alexander Smirnov | Rússia         | 165.19 | 60.00 (3) | 105.19 (3) |
| 4                 | Anabelle Langlois / Cody Hay       | Canadá         | 156.67 | 53.98 (4) | 102.69 (4) |
| 5                 | Tiffany Vise / Derek Trent         | Estados Unidos | 147.52 | 51.26 (6) | 96.26 (5)  |
| 6                 | Meagan Duhamel / Craig Buntin      | Canadá         | 144.16 | 52.78 (5) | 91.38 (6)  |

### Dança no gelo
| Pos.              | Nome                                | Nacionalidade  | Pontos | DC         | DO         | DL        |
| ----------------- | ----------------------------------- | -------------- | ------ | ---------- | ---------- | --------- |
| Medalha de ouro   | Tessa Virtue / Scott Moir           | Canadá         | 197.07 | 36.25 (1)  | 61.20 (1)  | 99.62 (1) |
| Medalha de prata  | Anna Cappellini / Luca Lanotte      | Itália         | 171.57 | 32.23 (2)  | 53.90 (2)  | 85.44 (3) |
| Medalha de bronze | Pernelle Carron / Mathieu Jost      | França         | 167.83 | 28.27 (4)  | 52.43 (3)  | 87.13 (2) |
| 4                 | Allie Hann-McCurdy / Michael Coreno | Canadá         | 152.16 | 25.51 (7)  | 47.75 (6)  | 78.90 (4) |
| 5                 | Ekaterina Bobrova / Dmitri Soloviev | Rússia         | 151.97 | 25.72 (6)  | 49.53 (4)  | 76.72 (6) |
| 6                 | Kaitlyn Weaver / Andrew Poje        | Canadá         | 148.77 | 25.07 (8)  | 45.74 (8)  | 77.96 (5) |
| 7                 | Nelli Zhiganshina / Alexander Gazsi | Alemanha       | 140.64 | 24.44 (9)  | 46.58 (7)  | 69.62 (8) |
| 8                 | Carolina Hermann / Daniel Hermann   | Alemanha       | 136.11 | 22.46 (10) | 43.00 (9)  | 70.65 (7) |
| 9                 | Julia Zlobina / Alexei Sitnikov     | Rússia         | 132.05 | 26.75 (5)  | 36.39 (10) | 68.91 (9) |
| WD                | Melissa Gregory / Denis Petukhov    | Estados Unidos | —      | 32.03 (3)  | 47.80 (5)  | — (WD)    |

## Quadro de medalhas
| Ordem | País     | Medalha de ouro | Medalha de prata | Medalha de bronze |    | Ordem por total |
| ----- | -------- | --------------- | ---------------- | ----------------- | -- | --------------- |
| 1     | Canadá   | 1               | 1                | 2                 | 4  | 1               |
| 2     | Japão    | 1               | 1                |                   | 2  | 2               |
| 3     | França   | 1               |                  | 1                 | 2  | 2               |
| 4     | Alemanha | 1               |                  |                   | 1  | 4               |
| 5     | Bélgica  |                 | 1                |                   | 1  | 4               |
| 5     | Itália   |                 | 1                |                   | 1  | 4               |
| 7     | Rússia   |                 |                  | 1                 | 1  | 4               |
| TOTAL | TOTAL    | 4               | 4                | 4                 | 12 | —               |